# ボウイ郡 (テキサス州)
ボウイ郡（ボウイぐん、英: Bowie County）は、アメリカ合衆国テキサス州の北東部隅に位置する郡である。2010年国勢調査での人口は92,565人であり、2000年の89,306人から3.6%増加した。法律上の郡庁所在地は未編入の町であるボストン（人口約200人）であり、実際の郡庁の所在地はニューボストン市（人口4,550人）である。同郡で人口最大の都市はテクサーカナ市（人口36,411人）である。ボウイ郡は1840年に設立され、郡名はアラモの戦いで戦死した伝説のナイフの使い手ジェイムズ・ボウイに因んで名付けられた。
ボウイ郡は州内に46あった禁酒郡（ドライ）の1つだったが、現在、テクサーカナの町はアーカンソー州との州境に跨っており、アーカンソー州側ミラー郡は日曜日を除いて酒類の販売が認められるウェット郡となっている。ステートライン・アベニューはテクサーカナの町を南北に貫いており、文字通り州境に乗っている。この通りのアーカンソー州側には多くの酒店があり、テキサス州側には1軒もない。

## 歴史

### インディアン
農耕を行うカドー・ミシシッピ文化は紀元前1500年頃、後期アルカイック紀にまで遡ることができる。1541年、スペイン人エルナンド・デ・ソトの遠征隊はインディアンとの暴力的な遭遇になった。スペインとフランスの伝道師が天然痘、麻疹性マラリア、インフルエンザなどの疫病を持ち込み、カド族はそれに対して何の免疫も無かった。最終的にこれらの疫病やオーセージ族との問題もあって、カド族はその居留地を棄てることを強いられた。この地域の入植者は19世紀にいたショーニー族、デラウェア族、キカプー族と平和的な関係を築いた。

### 探検と郡の設立
1719年、フランス人探検家ジャン・バティスト・ベナール・ド・ラ・ハルプが軍事基地のル・ポスト・デ・カドダキアスを築いた。この砦は1770年まで継続して利用された。1806年のトマス・フリーマンとピーター・カスティス博士が指揮したレッド川遠征隊は、ボウイ郡となった場所を通過しており、トーマス・ジェファーソン大統領にとって外交と経済で大きな重要性があった。ボウイ郡は1840年に設立され、郡名はアラモの戦いで戦死した伝説のナイフの使い手ジェイムズ・ボウイに因んで名付けられた。当初は現在よりも広かったが、1846年に現在の大きさになった。デカルブの町が暫定的な郡庁所在地になり、1841年にボストンの町が恒久的な郡庁所在地になった。
南北戦争に向かう時代に、ボウイ郡には南部人が多く入植し、綿花畑を作るために奴隷制度を持ち込んだ。1860年までに奴隷は2,651人となり、白人の2,401人を上回った。テキサス州が連邦から脱退するとき、ボウイ郡は住民投票を行い、208票対15票で脱退に賛成した。ボウイ郡が戦場になることは無かったが、レコンストラクション時代は占領された。1860年から1870年の間に人口は減少した。この占領と、新しく法的に平等とされた黒人がカレン・モンゴメリー・ベイカーを育てた敵対的状況になった。
ベイカー（1835年頃-1869年）は、2回寡夫になった意地の悪い酔っ払いであり、20歳になる前に最初の男を殺した。トマス・オアがベイカーの死んだ妻の姉妹と結婚したとき、それでベイカーの結婚する可能性を無くしていたので、ベイカーはオアを吊るそうとした。ボウイ郡と隣のカス郡ではベイカーの行動に関する伝説が豊富であり、クー・クラックス・クランとの繋がりも噂があった。その行為が「サルファー川の沼の狐」と渾名される民話の英雄にも変えた。ベイカーは南軍の2つの部隊で古参兵となり、最初は脱走兵と指定され、2度目は障害者として除隊を認められた。レコンストラクション時代は、当時の多くの者が自分達の生活に北部が潜入してきたと考えたことに対して怒りを向けさせることができた。ベイカーとそのギャング団は黒人労働者問題で悪い側にあると考えた市民に対して、またボウイ郡のウィリアム・G・カークマンと解放奴隷局に対して、さらに占領している北軍兵士に対して、悪意のある暴力行為を行った。カークマンはベイカーを追跡したが成功せず、2回目の試みでベイカーの手下の1人を殺した。アメリカ独立戦争時の「沼の狐」フランシス・マリオンと同様にベイカーは常に捕獲を逃れた。市民の助けを借りることも多かった。カークマンは「見知らぬ人」に殺されたが、ベイカーはそれを自分でやったと豪語していた。1869年12月、トマス・オアと隣人の集団がベイカーを殺した。土地の伝説ではストリキニーネの混じったウィスキーで殺されたということである。
テキサス・パシフィック鉄道が郡内を通って敷設され、テキサカーナと名付けられた新しい町が造られた。
ボウイ郡は他の周辺地区同様世界恐慌の影響を大きく受けた。1942年にテキサス州軍弾薬工場が建設されて、やっと救援の制度ができた。この工場は2009年まで運営されていた。レッド川陸軍補給倉庫が1941年に開設され、現在も使われている。この2つの施設は面積40,000エーカー (160 km2) を占めており、数多い職を提供してきた。

## 地理
アメリカ合衆国国勢調査局に拠れば、郡域全面積は923平方マイル (2,390.6 km2)であり、このうち陸地888平方マイル (2,299.9 km2)、水域は35平方マイル (90.6 km2)で水域率は3.78%である。

### 主要高規格道路
- 州間高速道路30号線
- アメリカ国道59号線
- アメリカ国道67号線
- アメリカ国道82号線
- アメリカ国道159号線
- テキサス州道8号線
- テキサス州道98号線

### 隣接する郡
- マカーテン郡 (オクラホマ州) - 北
- リトルリバー郡 (アーカンソー州) - 北東
- ミラー郡 (アーカンソー州) - 南東
- カス郡 - 南
- モリス郡 - 南西
- レッドリバー郡 - 西

## 人口動態
以下は2000年の国勢調査による人口統計データである。
| 基礎データ - 人口: 89,306人 - 世帯数: 33,058 世帯 - 家族数: 23,438 家族 - 人口密度: 39人/km2（101人/mi2） - 住居数: 36,463軒 - 住居密度: 16軒/km2（41軒/mi2） 人種別人口構成 - 白人: 73.26% - アフリカン・アメリカン: 23.42% - ネイティブ・アメリカン: 0.58% - アジア人: 0.43% - 太平洋諸島系: 0.04% - その他の人種: 1.12% - 混血: 1.15% - ヒスパニック・ラテン系: 4.47% 年齢別人口構成 - 18歳未満: 24.8% - 18-24歳: 9.4% - 25-44歳: 29.6% - 45-64歳: 22.4% - 65歳以上: 13.8% - 年齢の中央値: 36歳 - 性比（女性100人あたり男性の人口） - 総人口: 94.0 - 18歳以上: 90.6 | 世帯と家族（対世帯数） - 18歳未満の子供がいる: 33.0% - 結婚・同居している夫婦: 52.0% - 未婚・離婚・死別女性が世帯主: 15.0% - 非家族世帯: 29.1% - 単身世帯: 26.0% - 65歳以上の老人1人暮らし: 11.1% - 平均構成人数 - 世帯: 2.50人 - 家族: 3.00人 収入と家計 - 収入の中央値 - 世帯: 33,001米ドル - 家族: 41,108米ドル - 性別 - 男性: 31,883米ドル - 女性: 21,439米ドル - 人口1人あたり収入: 17,357米ドル - 貧困線以下 - 対人口: 17.7% - 対家族数: 13.8% - 18歳未満: 25.0% - 65歳以上: 12.4% |

## 連邦政府の施設
連邦政府テキサカーナ矯正施設はボウイ郡のテキサカーナ市に近い未編入領域にある連邦政府刑務所局の施設である。

## 都市と町
| - ダルビースプリングス、ゴーストタウン - デカルブ - フックス - ハバード、未編入の町 - レアリー | - マルタ、未編入の町 - モード - ナッシュ - ニューボストン - 郡庁所在地 - レッドリック | - レッドウォーター - シムズ、未編入の町 - スプリングヒル、未編入の町 - テクサーカナ - ウェイクビレッジ |

## 教育
郡の教育は下記の教育学区が管轄している。
| - デカルブ独立教育学区 - フックス独立教育学区 - ハバード独立教育学区 - レアリー独立教育学区 - リバティ・エイロー独立教育学区 | - マルタ独立教育学区 - モード独立教育学区 - ニューボストン独立教育学区 - プレザントグローブ独立教育学区 - レッドリック独立教育学区 | - レッドウォーター独立教育学区 - シムズ独立教育学区 - テキサカーナ独立教育学区 |